# Перемышльский повет
Перемышльский повет (пол. Powiat przemyski) — повет (район) в Польше, входит как административная единица в Подкарпатское воеводство. Центр повета — город Пшемысль (в состав повета не входит). Занимает площадь 1213,73 км². Население — 74 050 человек (на 30 июня 2015 года).

## Административное деление
- городско-сельские гмины: Гмина Дубецко
- сельские гмины: Гмина Бирча, Гмина Фредрополь, Гмина Красичин, Гмина Кшивча, Гмина Медыка, Гмина Орлы, Гмина Пшемысль, Гмина Стубно, Гмина Журавица

## Демография
Население повета дано на 30 июня 2015 года.
| Перепись            | Всего  | Мужчины | Женщины |
| ------------------- | ------ | ------- | ------- |
| Всего               | 74 050 | 37 176  | 36 874  |
| Городское население | 0      | 0       | 0       |
| Сельское население  | 74 050 | 37 176  | 36 874  |